# 對桌面Linux的批評

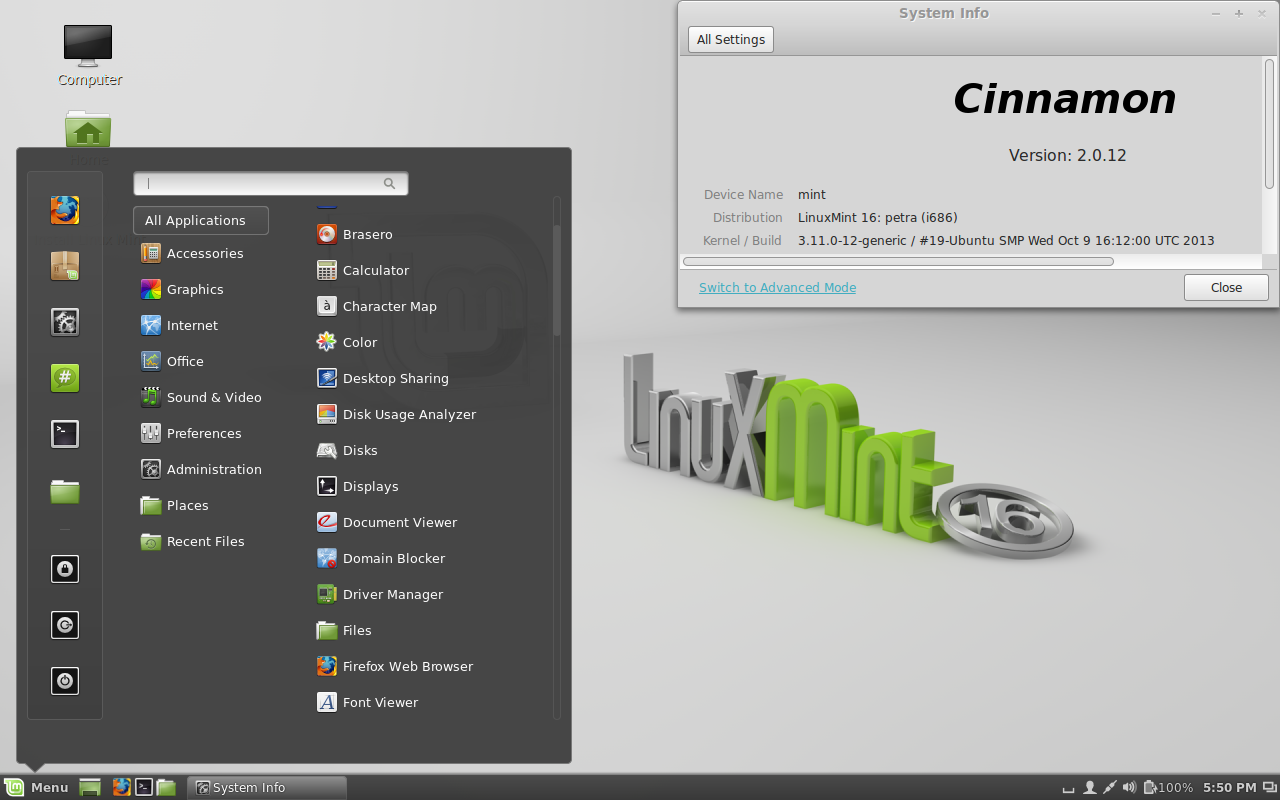
Linux Mint是一個針對桌面使用者開發，相當流行的Linux发行版。

對桌面Linux的批評是針對Linux作業系統安裝在桌上型電腦時，那些顯而易見的缺點的評論。這些批評包括了多如牛毛的桌面環境對桌面應用的實用性，以及多媒體播放和音效開發等。

## 選擇
過去，自由軟體可選擇的數量導致許多人批評Linux對新使用者來說過於混亂及令人困惑，Linux桌面作業系統可選擇的數量也同樣令人不知所措，雖然它已經被認為是Linux的主要優勢之一。

## 第三方應用程式安裝支援
《自由软件杂志》的編輯Tony Mobily在他2009年的文章中指出了第三方軟體在Linux上的安裝問題：
此時的每一個GNU/Linux發行版（包括Ubuntu）都把系統軟體與終端使用者軟體混淆了，這是兩個非常、非常不同的東西。

## 作為桌面系統的可用性
Linux被以許多原因批評，其中包括了對使用者不夠友善，並且有較高的學習曲線。桌面應用程式不足、缺乏對特殊硬體的支援、相對來說較小的遊戲庫、缺少部份廣泛使用應用程式的原生版本以及缺少對图形用户界面API的標準化等。
有些批評者認為Linux在桌面市場永遠不可能取得相對多的佔有率。2009年5月， Preston Gralla，Computerworld的特約編輯，相信對於桌上型電腦/筆記型電腦的使用者來說，Linux永遠不會變得重要，儘管他認為Linux相當的易於使用，它在桌面電腦市場的低使用率突顯了它的低重要性。
埃里克·雷蒙在他的文章中指出了很多開放原始碼及Linux工具缺乏可用性，並不是缺乏使用者手冊，而是對使用者體驗的不重視。
普林斯頓大學的James Donald分析了許多作業系統的共享函式庫後。在他2003年一篇標題為改進共享函式庫的可移植性的論文中，他擔心缺乏Windows應用程式相容組的等價應用。

### 錯過的機會
桌面Linux在2010年末被兩個作家批評錯過了成為桌面應用顯著力量的機會。PC World執行主編Robert Strohmeyer表示，雖然Linux有著卓越的穩定性及安全性，以及出色的效能及可用性，但桌面Linux已經錯過它能夠成功的時間了。Nick Farrell，為TechEye寫作的作家覺得Vista的釋出是桌面Linux錯過的搶下顯著市場佔有率的機會。
這兩個批評指出了桌面Linux失敗的原因並不是「太過古怪」、「太難以使用」或是「太晦澀難懂」。兩邊都稱讚發行版，Strohmeyer說「最知名的發行版，Ubuntu，已經被多數主要的科技出版業評為相當高分」。兩個都將失敗歸咎於開放原始碼社群。Strohmeyer將其稱之為“開放原始碼社群的激進思想”，而Farrell表示「將企鵝軟體置於桌面上的最大殺手就是Linux社群。如果你覺得蘋果公司的粉絲們完全是在亂吼亂叫，那麼他們完全可以作為那些開放原始碼宗教瘋子的榜樣。就像許多基本教義派一般，他們毫無彈性可言－揮舞著GNU就好像它是神賜予給理查德·斯托曼的一樣」。
過份熱心的指責也在之前被消除了，2006年，Dominic Humphries指出Linux社群的目標不是桌面系統的市場佔有率或知名度，只是想要為社會提供一個更好的作業系統。

## 多媒體軟體的開發平臺
Linux在多媒體及遊戲使用上與其他作業系統相比較弱，這點值得商榷。
在一篇2004年的文章中，Adam Geitgey質疑开放源代码的文化也許與遊戲開發並不相容。他表示，開放原始碼的優點在遊戲開發上並不明顯，因為使用者很快就會更換到另一款遊戲上，並且通常不會再回頭玩老舊的遊戲。Geitgey也表示，音樂及藝術開發並不是像寫程式一樣可以建基於其他人的作品上。他說，通常是由商業公司付錢給藝術家來創作高品質的內容。而Linux建基於開放原始碼哲學，這可能不利於遊戲開發。

### 音效開發
缺乏強而有力的多媒體API標準也被批評。舉例來說，Adobe Systems開發部落格中的penguin.SWF在分析了Linux音效結構的複雜程度表示：「歡迎來到叢林」。將近一打積極支援的音效系統被稱為音效叢林。
PulseAudio的主要開發者Lennart Poettering表示，程式設計師知道哪一種音效API分別是給哪一種情況使用的是非常困難的。

## 驅動程式支援
Linux在過去被批評缺乏驅動程式支援，然而這通常是因為硬體製造商不提供Linux支援所導致。直到2004年，ATI開始開發Linux驅動程式後，這個問題才獲得緩解。Android的出現激勵了Linux驅動程式的開發。

### 無線網路支援
無線網路卡的支援也是Linux中比較有問題的一塊。在部份情況下使用者必須利用NDISwrapper（透過使用Windows的驅動程式）來解決驅動程式的問題。博通公司也曾被批評未釋出驅動程式。這個問題也利用提取專有韌體到Linux上使用來獲得暫時性的解決。博通隨後釋出了自由且開放原始碼的驅動程式到Linux核心中，消除了現代博通晶片的問題。
近幾年，這個問題多數都已經被修復，現在大多數的無線網路卡都會提供Linux的驅動程式。然而，這些驅動程式有時候仍會缺乏部份特性，主要是因為製造商不提供技術規範及文件，從而迫使部份開發者必須對那些無線網路卡進行逆向工程。